# Pellorneidae
Pellorneidae é uma família de aves da ordem Passeriformes.

## Gêneros
- Laticilla
- Schoeniparus
- Ptilocichla
- Napothera
- Gypsophila
- Turdinus
- Gampsorhynchus
- Illadopsis
- Malacocincla
- Malacopteron
- Kenopia
- Graminicola
- Pellorneum